# Теобалд I (Сполето)
Теобалд I (на италиански: Teobaldo, † 936) е от 928 до смъртта си херцог на Сполето.

## Биография
Той е син на Бонифац I от Хукполдинг.
През 928 г. Теобалд I последва Пиетро като херцог на Сполето. През 929 г. той се обединява с Ландулф I от Беневенто и Гвемар II от Салерно и провежда атаки против Византия в Кампания, Апулия и Калабрия. След това се съюзява с Доцибилис II от Гаета.
Последван е през 936 г. от Анскар.